# Острог (город)
Остро́г (укр. Остро́г) — город в Ровненском районе Ровненской области Украины. Административный центр Острожской городской общины.

## География
Город занимает площадь 10,9 км². Расположен в 14 км от железнодорожной станции Острог, в 55 км от города Ровно и в 329 км — от Киева на реке Вилии.

## История
- VIII—IX века — в центральной части Острога существовало раннеславянское поселение
- Начало X века — первые укрепления Острога[4], позже эволюционировавшие в Острожский детинец и окольный город.
- 1100 год — первое упоминание в Ипатьевской летописи про Острог как владения волынского, дорогобужского князя Давыда Игоревича.
- XII век — город переживает относительный упадок из-за возвышения соседних городов, так как Дорогобуж.
- 1241 год — монгольское войско Батыя разрушает Острог и его укрепления.
- 1340 год — упоминание про первого исторически известного князя династии Острожских — Данила (умер около 1386 г.) в Густинской летописи, которое сообщает о его победе в Галиции над войском польского короля Казимира ІІІ Великого. С именем князя Данила связывают строительство в 3-й четверти XIV века старейшей в Остроге каменной башни — «Вежи Мурованой» (донжон замка Острожских).
- Конец XIV века — Острог упоминается в летописном «Списке русских городов дальних и ближних».
- 1453 год — Василий Фёдорович Красный заканчивает сооружение Богоявленского собора (оборонительный храм — часть укреплений замка).
- 1576 год — литовский князь Василий-Константин Острожский основывает первое на территории восточной Европы высшее учебное заведение — греко-славяно-латинскую академию (Острожская школа).
- 1577 год — Василий-Константин Острожский и Иван Фёдоров основывают типографию; Иван Фёдоров переезжает в Острог.
- 1578 год — Иван Фёдоров печатает «Букварь».
- 1581 год — печатается первая полная Библия церковно-славянским языком (Острожская Библия).
- 1648 год — разграбление и сожжение казаками Богдана Хмельницкого
- 1655 год — занят русскими войсками[5].
- 1795 год — уездный город Острожского уезда Волынской губернии Российской империи[5].
- 1897 год — В городе живут 14 749 человек, в том числе евреи — 9185, украинцы — 2446, русские — 2199, поляки — 544, татары — 176[6].

В апреле 1941 года здесь началось издание местной газеты.
- В ходе Великой Отечественной войны 30 июня 1941 года был оккупирован немецкими войсками.
- 3 июля 1941 года, в ходе оборонительной операции на Западной Украине 1-я танковая группа вышла в район Крупец, в 20 км восточнее Острога.

Немцы начали истреблять евреев, которых в городе проживало около 7000. Всего в Остроге было проведено 4 акции по уничтожению, в которых было расстреляно 6,5 тыс. евреев из местных и близлежащих сел. Последняя резня 15 октября 1942 года ознаменовала ликвидацию гетто, созданного четырьмя месяцами ранее.
Во время Волынской резни в 1943 году Острог стал убежищем для польских беженцев из деревень, уничтоженных УПА. Поляки надеялись на защиту со стороны немцев и венгров.
После ухода немцев и венгров из Острога и после того, как в начале января 1944 года отряд Армии Крайовой под командованием Францишка Пукацкого сосредоточил возле города силы 27-й Волынской пехотной дивизии, польское население Острога в течение двух недель защищалось от УПА в здании монастыря и тюрьмы. Им помогал взвод АК «Борщувка» под командованием Тадеуша Кобланского. Защиту также обеспечивала созданная немцами польская полиция. Тела погибших были похоронены на римско-католическом кладбище. Всего В 1943-45 гг. украинские националисты убили в городе более 118 поляков.
Поляки, осаждённые в Остроге, сдали оружие Красной Армии, которая вошла в город 5 февраля 1944 года (по другим сведениям, 27 января).
Освобождён 27 января 1944 года войсками 1-го Украинского фронта в ходе Ровно-Луцкой операции:
- 13-я армия — часть сил 287-й стрелковой дивизии (генерал-майор Панкратов Иосиф Николаевич) 24-го стрелкового корпуса (генерал-лейтенант Кирюхин Николай Иванович)[10].

В ходе административно-территориальной реформы в Украине, в 2020 году Острожский район был упразднён, а город стал административным центром Острожской городской общины Ровненского района.
В 2022 году Острогом было заключено неформальное соглашение о побратимстве с американским городом Бьюфортом, в рамках которого жители Бьюфорта собирали средства в поддержку жителей Острога пострадавших во время российского вторжения в Украину.
- Река Вилия
- З. Фогель. Острожский замок, 1796
- Католический Успенский костёл
- Вид на замок
- Библиотека университета

## Население
По данным переписи 2001 года, украинцы составляли 94,92 % населения Острога, русские — 2,75 %, поляки — 1,73 %.

### Языковой состав
Родной язык населения по данным переписи 2001 года:
| Язык       | Численность, чел. | Доля     |
| ---------- | ----------------- | -------- |
| Украинский | 13 941            | 97,32 %  |
| Русский    | 346               | 2,42 %   |
| Другое     | 38                | 0,26 %   |
| Итого      | 14 325            | 100,00 % |

Украинский язык является основным и единственным официальным языком города.
По данным Государственной службы статистики Украины в 2023/24 учебном году все 164 344 учащихся в учреждениях общего среднего образования в Ровненской области обучались в украиноязычных классах.

## Образование
Система заведений образования города включает: 2 средние школы, гимназия, школа для глухонемых, высшее профессиональное училище, областной лицей-интернат с усиленной военно-физической подготовкой, Национальный университет «Острожская академия», музыкальная и спортивная школы, 2 детских садика.

## Достопримечательности
- В городе расположен Национальный университет «Острожская академия», а также: краеведческий музей, государственный историко-культурный заповедник, Острожский замок с Богоявленской церковью, фрагменты городских укреплений. Неподалёку от замка расположен сквер — тут в 1978 года установлена небольшая стела, посвященная 400-летнему юбилею Острожской академии. Именно тут вышли в свет знаменитые издания Ивана Фёдорова — «Азбука», Острожская Библия.
- Острожская синагога, построенная в XV веке, является одной из старейших в Восточной Европе[17].
- Острожский замок — резиденция князей Острожских, одного из наиболее богатых родов Речи-Посполитой
- Еврейское кладбище Острога

- Острог достопримечательности
- Надбрамная звонница
- Богоявленский собор
- Татарская башня
- Круглая башня XVI ст.
- Синагога XV ст.

## Известные люди
- Антонов, Алексей Иннокентьевич (1896—1962) — советский военачальник, генерал армии, член Ставки ВГК, начальник Генерального штаба в 1945—1946 годах.
- Ковальский, Николай Павлович — историк, основатель украинской школы источниковедения, первый проректор по научной работе Острожской академии.
- Косовский, Виталий Владиславович — украинский футболист.
- Латош, Ян (ок. 1539 — до 1608) — польский медик, астроном и астролог.
- Наливайко, Демьян — поэт и полемист, священник.
- Острожский, Константин Константинович (также Василий-Константин, Константин-Василий)— литовский князь, политический и культурный деятель Речи Посполитой (1526—1608).
- Пасечник, Игорь Демидович — Герой Украины, ректор Острожской академии.
- Смотрицкий, Герасим Данилович — писатель, педагог, первый ректор Острожской школы (академии).
- Фёдор Данилович (князь острожский) является родоначальником фамилии. Православный святой, поборник православия.
- Хахлёв, Алексей Алексеевич — украинский футболист, чемпион мира среди молодёжных команд 2019 года.
- Цепелевская, Анна — польская актриса.

## Города-побратимы
- Берунь (Польша)
- Атенс (США)[18]
- Сандомир (Польша)